# كنان مينامي
كنان مينامي (باليابانية: 水波風南؛ بالكانا: みなみ かなん) هي مانغاكا يابانية، ولدت في 12 نوفمبر 1979 في سايتاما في اليابان.

## وصلات خارجية
- كنان مينامي على موقع IMDb (الإنجليزية)
- كنان مينامي على موقع قاعدة بيانات الفيلم (الإنجليزية)
- كنان مينامي على موقع ANN person (الإنجليزية)

- الموقع الرسمي